# 村中璃子

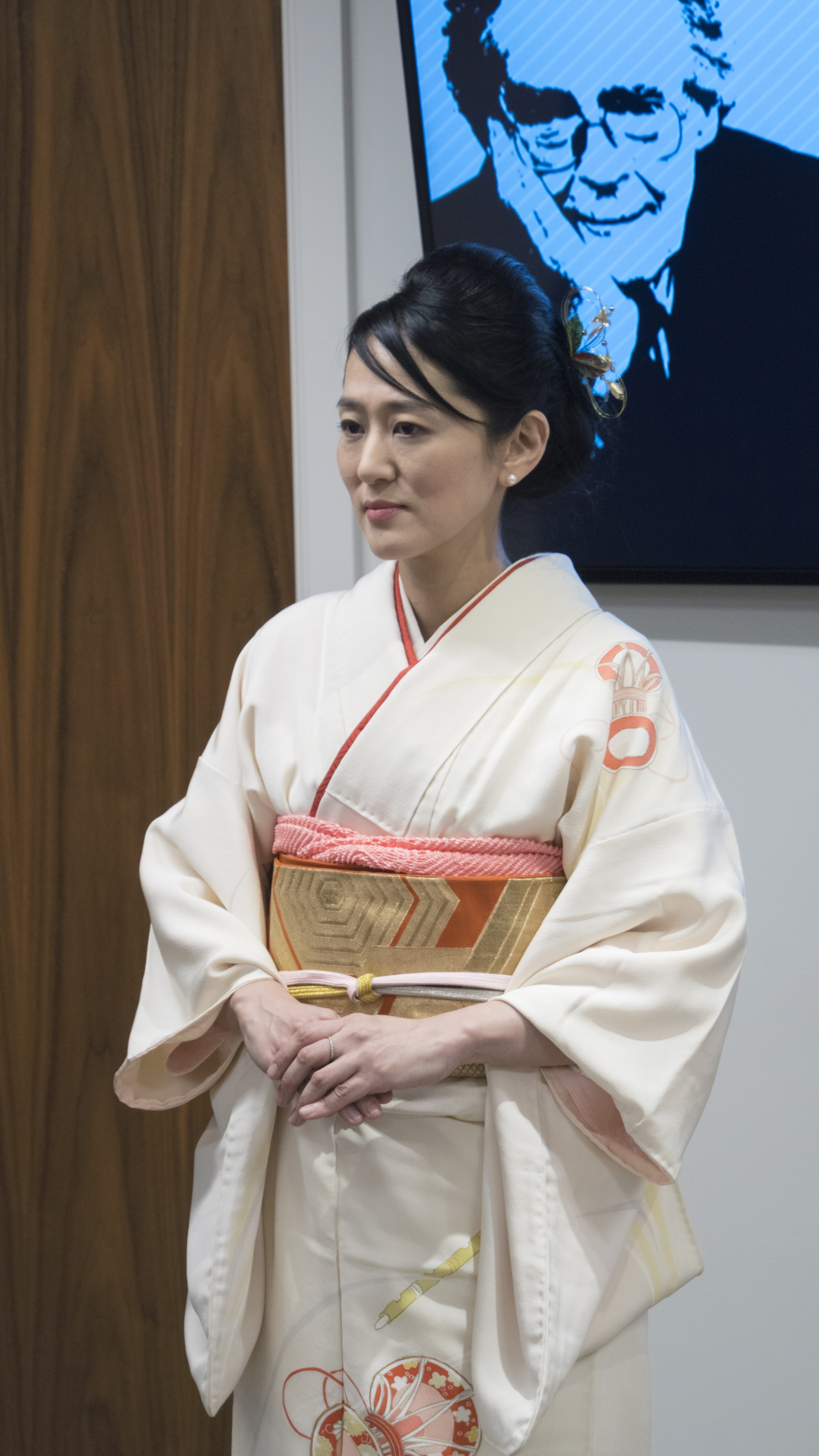
王立薬剤師会で催されたジョン・マドックス賞の授賞式にて（2017年）

村中 璃子（むらなか りこ）は、日本の医師、ジャーナリスト。本名は非公開。
WHO（世界保健機関）の医療社会学者、外資系製薬会社の疫学調査担当ディレクターを経て、ペンネームでフリージャーナリスト活動を行う。京都大学大学院医学研究科ゲノム医学センター非常勤講師。当時の日本産婦人科医会会長木下克之の推薦により2017年ジョン・マドックス賞受賞。社会学修士（一橋大学）。

## 人物・経歴
東京都生まれ。
一橋大出身の探検家で外科医の関野吉晴の本を読んだのをきっかけに、一橋大学社会学部に進学。在学中は中東などに一人で訪れ、国際社会学の梶田孝道教授のゼミに1期生として参加。1995年同学部卒業後、一橋大学大学院社会学研究科国際社会学専攻修士課程修了、修士（社会学）。6年間札幌へ行き、北海道大学医学部医学科卒業。

### WHOでの活動
医師免許取得後、世界保健機関西太平洋地域事務局（WPRO）新興・再興感染症チームでアウトブレイクサーベイランスやパンデミック対策に従事。感染症に関するインターネット報道をモニタリングする「噂の監視」業務や、「医療社会学者」の肩書で鳥インフルエンザのアウトブレイク後のカンボジア農村調査などを行った。 

### 肺炎球菌の疫学調査
日本に帰国後、小児用肺炎球菌ワクチンを取り扱う外資系製薬会社のディレクターとして2年間勤務、肺炎球菌の疫学調査に従事する。発症率を見る疫学調査を、沖縄県と北海道で実施し、調査結果を学術論文にまとめ、同社退職後に学会や専門誌で発表。この調査研究は厚生労働省の班研究に引き継がれ、ワクチンは日本に導入され、定期接種にも定められている。

### 医療ジャーナリストとして
2009年の新型インフルエンザの流行を機に世界保健機関の仕事を挟んでから、大学時代の友人である新聞記者にメディア関係者の懇親会に招かれたのを機に、ペンネームのフリージャーナリストとなる。2014年の西アフリカエボラ出血熱流行の際には、バイオセキュリティーの観点から論考を発表し、読売新聞の「回顧論壇2014」で、国際政治学者の遠藤乾北海道大学教授による論考三選の一本に選ばれた。2016年京都大学大学院医学研究科非常勤講師。2017年11月、日本のHPVワクチン接種率が70%から1%に激減する中、ワクチンについての誤情報を指摘し、安全性を説いたとして、ジョン・マドックス賞を日本人として初めて受賞した。

#### HPVワクチン副反応関連報道
HPVワクチン（ヒトパピローマウイルスワクチン、子宮頸がんワクチン）が引き起こしたとされている「激しい副反応」について2014年から取材を開始し、2015年から『Wedge』の誌面やウェブサイトで主張を展開した。村中は、「多くの小児科医や精神科医によれば、子宮頸がんワクチンが導入される前からこの年齢のこういう症状の子供たちはいくらでも診ていた」として「『ワクチンによって患者が生まれた』のではなく『ワクチンによって、思春期の少女にもともと多い病気の存在が顕在化した』」（いわゆる身体表現性障害）と主張した。また、村中は、HPVワクチン薬害説がエビデンスを無視していると西岡久寿樹日本線維筋痛症学会理事長、横田俊平元日本小児科学会長、黒岩義之日本自律神経学会理事長を批判し、薬害騒動が日本から世界に波及することを懸念し、メディアや厚生労働省に対する批判を積極的に行った。
とりわけ、池田修一信州大学第三内科（脳神経内科）教授兼医学部長兼副学長（特命戦略（地域医療・地域貢献担当））らが厚生労働省の依頼を受けて、2016年3月16日に発表した研究成果に不正があったとして、雑誌記事上で批判した。
厚生労働省はサイトに見解を掲載し、信州大学も同年9月1日に調査委員会を設置し、同年11月15日に調査結果を公表した。調査委員会は、研究には捏造や改竄などの不正行為は認められなかったとする一方、マウス実験が各ワクチン一匹のマウスを用いるなど初期段階のものであったにもかかわらず、実験結果を断定的に表現した記述や不適切な表現が含まれていたことで、科学的に証明されたかのような情報として社会に広まり混乱を招いたことについて、研究者3名に猛省を求め、研究成果の発表の修正と検証実験の実施とその結果の公表を求めた。濱田州博信州大学長は「不正行為は認められなかったとの報告を受けました。しかしながら、調査対象となった研究者3名は、実施した実験内容が初期段階のものであったにもかかわらず、確定的な結論を得たかのような印象を与える発表を研究成果報告会やマスメディアに対して行っていました」とコメントを出し、厚生労働省は「池田班へ研究費を補助しましたが、池田氏の不適切な発表により、国民に対して誤解を招く事態となったことについての池田氏の社会的責任は大きく、大変遺憾に思っております」という見解をサイト上に掲載した。

#### 名誉毀損訴訟とバッシング
2016年8月17日、池田側は、雑誌記事が研究成果を捏造だと断定したのは名誉毀損であるとして、東京地方裁判所に村中およびWedgeを発行するウェッジ社、元編集長の大江紀洋に対して訴訟を起こした。池田側は損害賠償や謝罪広告の掲載と記述の削除を求めている。
村中は、後述のジョン・マドックス賞の受賞スピーチのなかで、被害者団体の抗議がメディアの編集部や出版社の株主の社長室や株主の会社に影響力のある政治家のところにも及び、元東京都知事の娘で被害者団体と親しいNHKプロデューサーが村中の住所や職場や家族構成といった個人情報を得ようとし、自身と家族には山のような脅迫メッセージが届いたと述べている。また、連載中だった村中の記事は全て打ち切られ、刊行予定の著書の出版も中止され、その後日本を代表する8つの出版社に断られたが、9番目の出版社から刊行予定であると述べた。著書は2018年2月に平凡社から出版された。
「守れる命を守る会」が裁判の訴訟記録を公開している。同会では、厚生労働省が録音不可としていた厚生労働科学研究事業成果発表会の録音資料が公開されており、入手経緯について同省から問い合わせがあった。これに対して同会は、同発表会は公共性が高いとしたうえで、入手経緯を公開することは同会の活動に支障が出るおそれがあると回答し、同発表会の情報公開を求めた。
2019年3月26日、東京地方裁判所は村中とウェッジ社側の名誉毀損を認め、計330万円の損害賠償を命じ、発行元のウェッジ社には記事の一部削除と謝罪広告の掲載を命令した。東京地裁は池田が研究結果を捏造した事実は認められず、村中とウェッジ社側の取材は不十分だったとした。同年4月8日、村中は判決を不服として控訴した。一方、ウェッジ社は判決を受け入れ、330万円全額を賠償することとして、同年4月19日、ウェブサイト上の記事を一部修正し、代表取締役江尻良の「お詫び」を掲載し「池田修一氏が厚生労働省の研究班の研究活動において捏造行為を行ったとする誤った内容の記事を掲載したことで、池田修一氏の名誉を著しく傷つけ、多大なるご迷惑をお掛けいたしました。ここに謹んでお詫び申し上げます」と述べた。紙媒体では『Wedge』2019年6月号に「池田修一氏に対するお詫び」を掲載した。
控訴審では、2019年8月28日の第1回公判を経て、同年10月30日、東京高等裁判所は判決で村中の名誉毀損を認め、損害額を一審と同額の計330万円と認定した。東京高裁は池田に研究成果の捏造の事実は認められないとし、村中の取材不足を指摘した。一方、ウェッジ社側が控訴せず、賠償金支払いや謝罪広告掲載などを済ませたことから、ともに連帯債務を負う村中の債務は消滅しているとして、一審判決の村中敗訴分を取り消した。同日、判決後の記者会見で、村中は上告申立てを行う方針を明らかにした。
上告提起および上告受理申立てを受けて最高裁判所は2020年3月9日、いずれについても却下の決定を下した。

#### ジョン・マドックス賞

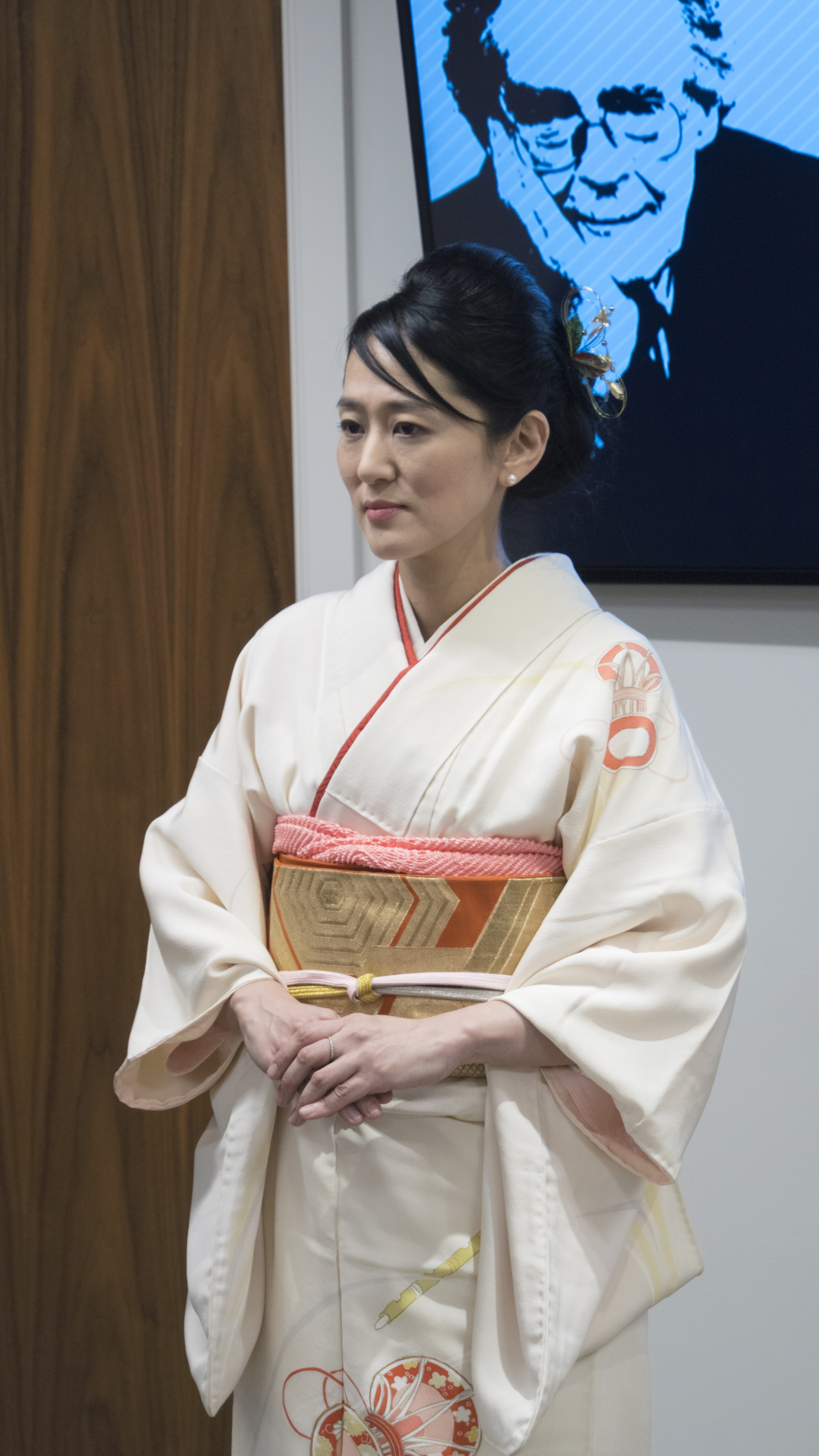
ジョン・マドックス賞授賞式に出席した村中（2017年11月30日、王立薬剤師会）

2017年11月、日本のHPVワクチン接種率が70%から1%に激減する中、ワクチンについての誤情報を指摘し、安全性を説いたとして、ジョン・マドックス賞を日本人として初めて受賞した。ロンドンの授賞式で村中は受賞スピーチを行った。日本の報道メディアで、この受賞を伝えたのは当初、BuzzFeed Japan、東洋経済オンライン、新聞では北海道新聞と産経新聞にとどまった。その後、12月18日に厚生労働省で記者会見が行われると、東京新聞や朝日新聞でも受賞が伝えられた。
村中は授賞式のスピーチで、北海道大学の産婦人科医が「僕たちだけあとどのくらい子宮を掘り続ければいいんですか」と発言したと語り、当該発言は村中の著書の冒頭にも掲載された。これに対して一般社団法人WIND（北海道大学産婦人科医局）代表理事の櫻木範明北海道大学名誉教授は、同法人公式ウェブサイトで声明を発表し、産婦人科医の発言は2017年8月21日に北海道大学医学部小児科教室が開催した村中の講演会においてのものだが、「医師は「取る」と発言したのであり、「掘る（dig out）」とは述べておりません。「掘る」と発言したという村中氏の指摘は、事実と異なります。「掘る」というのは、医師が女性への敬意を欠いて臓器を扱っている、と誤解されかねない表現です。この点について、当法人が何もコメントをしなければ、医師と当法人の名誉と信用が毀損されるおそれがあるため、本HPでこれを指摘させていただきます」と述べた。

#### 村中の言論活動に対する評価
週刊金曜日の野中大樹編集長は、HPVワクチン被害を訴える少女にラインを通じて取材を申し込んだことについて、プライバシーの侵害などと批判した。
ジョン・マドックス賞受賞に関連して、コンピュータ科学者の坂村健東洋大学情報連携学部長は、「批判した相手から訴訟を起こされながらも、このワクチンは危険だという『常識』に疑問を呈する発信を続けた村中氏の受賞は大きい」と評価した。国際政治学者の三浦瑠麗は、メディアの副反応関連報道を批判しつつ「科学者として名誉ある賞の一つを受賞した村中氏の活動とそこに与えられた国際的評価を、新聞やテレビはきちんと取り上げてしかるべきだろう」と論評した
生化学者でJapan Skeptics監査委員の平岡厚元杏林大学保健学部准教授は、村中は「査読を通過した反対派の論文を無視して「所定の科学的基準で検出されなかった副反応は実際にない」と負けずに主張するだけ」で、裁判でも何が捏造だったのか具体的に言えていないと批判し、村中のジョン・マドックス賞受賞に伴うNatureの権威が副反応否定・軽視の根拠として利用されることに懸念を示した。なお、平岡はHPVワクチン東京訴訟支援ネットワークの一員であることを公表している。
小説家で政治家の田中康夫は、水俣病患者が認定されたのに東大医学部は因果関係がないと言い続けた50年以上前の話と村中は同じになっていると指摘し、評論家の浅田彰京都造形芸術大学大学院芸術研究科教授も、村中のように苦痛を訴えている人を心身症だとか非科学的と言っているのが非科学的で人々の気持ちを無視してはいけないと指摘した。
BuzzFeed Japanの岩永直子記者は、村中のジョン・マドックス賞受賞をいち早く報じる一方、名誉毀損訴訟の東京地裁判決を詳報する記事で、村中の取材方法に関して「結果的に回答を拒否されるとしても、疑惑を追及する相手に疑惑の内容をぶつけて本人の見解を質す努力をするのは取材者として基本的な手続きだ」と述べた。
ロンドン・スクール・オブ・ハイジーン・アンド・トロピカル・メディスン（ロンドン大学衛生学熱帯医学大学院）でワクチン・コンフィデンス・プロジェクトのディレクターを務める人類学者のハイジ・ラーソン教授は、東京地裁判決を報じる記事の中でコメントし「大切なことは、メディア報道が判決の要点を捻じ曲げず、池田医師の科学が勝利したという意味を持たせないことであり、負けたのは村中医師のやり方や言葉である」と述べた。
「守れる命を守る会」は、本庶佑（京都大学特別教授、）、木下勝之（日本産婦人科医会会長）、吉川裕之（茨城県立中央病院名誉院長、筑波大学名誉教授）、神川晃（日本小児科医会会長）、岡野久（千葉県保険医協会会長）をはじめとする複数の医師からの、村中の『科学に基づく言論活動』を評価するコメントを掲載した。

#### SNSでの炎上騒動
2021年5月7日、旧Twitterで新型コロナウイルスワクチンについて「反ワクチンはゴキブリと同じですね」と発信し、炎上した。
その後、2022年12月22日、noteで自身は4回目以降のワクチンは打たないと発信したため、上記の発言との整合性がとれないとして、再び炎上した。

## 著作

### 著書
- 『10万個の子宮――あの激しいけいれんは子宮頸がんワクチンの副反応なのか』平凡社 2018年2月 ISBN 978-4-582-51335-6
- 『新型コロナから見えた日本の弱点 国防としての感染症』光文社新書 2020年8月 ISBN 978-4-334-04489-3
- 『パンデミックを終わりにするための 新しい自由論』文藝春秋 2023年5月 ISBN 978-4-16-391699-6

### 記事
- 「特集2 あなたのゲノム、お値段「マイナス3万円」 遺伝子検査ビジネスは「疫学」か「易学」か」『Wedge』26(10) 2014年10月号ほか
- 「WEDGE REPORT あの激しいけいれんは本当に子宮頸がんワクチンの副反応なのか 日本発「薬害騒動」の真相（前篇）」WEDGE Infinity 2015年10月20日から
  - 「正しくは「速報と変わらず因果関係なし」名古屋市子宮頸がんワクチン副反応疫学調査「事実上撤回」の真相」WEDGE Infinity 2016年6月27日まで不定期連載
- 「WEDGE REPORT エビデンス無視で作り出される"薬害" 子宮頸がんワクチン再開できず 日本が世界に広げる薬害騒動」『Wedge』27(11)2015年11月号から
  - 「子宮頸がんワクチン薬害研究班 崩れる根拠、暴かれた捏造」『Wedge』28(7) 2016年7月号まで不定期連載

- 「Dr.村中璃子の世界は病気で満たされている 」日経ビジネスオンラインにて、2015年9月3日から11月19日まで連載
- 「World Watch フランス 欧米を覆う反イスラム感情"イスラモフォビア"の深層」宗教問題(14)2016.春季

- 「第29回日産婦医会全国がん担当者連絡会 特別講演より 子宮頸がんワクチン副反応問題を検証する」日本産婦人科医会報（68巻6号）2016年 pp.1‐3.
- 「【私の一冊】琉球列島における死霊祭祀の構造―琉球列島の死霊祭祀, 昔と今」日本医事新報 (4863号) 2017年 p.73.

### 出演番組
- サードプレイス「文系女医のニュースラボ」（JFN）

### その他の出演
- グッド!モーニング（テレビ朝日）
- Jam the WORLD（J-WAVE）
- 直撃LIVE グッディ! （フジテレビ）
- NEWSアンサー（テレビ東京）
- モーニングバード（テレビ朝日）
- 情報ライブ ミヤネ屋（読売テレビ）